# Leptobos
Leptobos és un gènere extint de mamífers artiodàctils de la família dels bòvids que visqueren a Euràsia entre el Pliocè superior i el Plistocè superior. Se n'han trobat restes fòssils a Croàcia, Espanya (incloent-hi el Pla de l'Estany i el jaciment de Casablanca 1, a la Plana Baixa), França, Geòrgia, Grècia, Hongria, l'Índia, Indonèsia, Itàlia, el Kazakhstan, els Països Baixos, Romania, Rússia, el Tadjikistan, Turquia i la Xina. Feia aproximadament 125 cm d'alçada a la creu. Les espècies d'aquest grup haurien recordat els bous d'avui en dia. La hipsodòncia de les dents postcanines indica que eren animals pasturadors, mentre que l'anatomia dels metàpodes demostra que estaven adaptades per córrer sobre un sòl dur.